# Achille Souchard
Achille Souchard (n. 17 mai 1900, Allonnes, Pays de la Loire, Franța – d. 20 septembrie 1976, Paris, Île-de-France, Franța) a fost un ciclist de performanță ce a reprezentat Franța, medaliat olimpic. A participat la o ediție a Jocurilor Olimpice (1920) în care a câștigat o medalie de aur.

## Participări
Lista de mai jos prezintă principalele competiții la care a participat Achille Souchard de-a lungul carierei.
- cyclisme aux Jeux olympiques d'été de 1920 – course sur route par équipe hommes[*]